# Tangerine (film)
Tangerine è un film del 2015 diretto da Sean Baker.

## Trama
È la vigilia di Natale a Tinseltown, e la prostituta transgender Sin-Dee è tornata nel suo quartiere dopo essere stata in carcere. Dopo aver sentito che il suo ragazzo-protettore non le è stato fedele durante i 28 giorni in cui era assente, Sin-Dee e la sua migliore amica, Alexandra, si imbarcano in una missione, alla ricerca del ragazzo di Sin-Dee per verificare il pettegolezzo. La loro travolgente odissea le condurrà attraverso varie sottoculture di Los Angeles.

## Produzione

### Sviluppo
L'idea del film è stata ispirata da un negozio di ciambelle vicino alla casa del regista Sean Baker, a Hollywood. Sean Baker e Chris Bergoch hanno collaborato alla sceneggiatura del film da settembre a dicembre 2013. Il film è prodotto esecutivamente dai fratelli Duplass attraverso la loro casa di produzione Duplass Brothers Productions. Tra i produttori del film figurano Darren Dean e Shih-Ching Tsou con la loro Through Films. Baker e Bergoch hanno incontrato le attrici transgender Mya Taylor e Kitana Kiki Rodriguez, che non avevano grandi esperienze di recitazione, al Los Angeles LGBT Center nel 2013.

### Riprese
La lavorazione di Tangerine si è svolta interamente a Hollywood, California (compresi i club a West Hollywood e Santa Monica Boulevard), dalla vigilia di Natale 2013 fino al 18 gennaio 2014. Il film è stato girato interamente con tre smartphone iPhone 5s da Baker e dal direttore della fotografia Radium Cheung, a causa del budget limitato, che non ha permesso al regista di girare in pellicola o con telecamere di alta qualità. Baker era rimasto colpito da alcuni video sperimentali girati con l'iPhone visti su YouTube e Vimeo. Sono state utilizzate diverse applicazioni video, come FiLMIC Pro, e una steadicam per stabilizzare l'iPhone nelle riprese in movimento.
In fase di post-produzione Baker ha usato inizialmente Final Cut Pro e in seguito Da Vinci Resolve per correggere contrasto e saturazione.

## Distribuzione
Il film è stato presentato in anteprima mondiale il 23 gennaio al Sundance Film Festival 2015 nella sezione NEXT. Successivamente è stato presentato in molti festival cinematografici internazionali, tra cui San Francisco International Film Festival, Seattle International Film Festival, Festival del cinema americano di Deauville e Festival internazionale del cinema di Rio de Janeiro.
Il film ha avuto una distribuzione limitata in Nord America dal 10 luglio 2015, distribuito da Magnolia Pictures. Nel Regno Unito è stato distribuito da Metrodome Group il 13 novembre 2015. In Italia è stato presentato il 21 novembre 2015 al 33° Torino Film Festival.

## Riconoscimenti
- 2015 - Festival del cinema americano di Deauville
  - Premio della giuria
- 2015 - Gotham Independent Film Awards[12]
  - Miglior interprete emergente (Mya Taylor)
  - Candidatura per il miglior film
  - Candidatura per la miglior interprete emergente (Kitana Kiki Rodriguez)
- 2015 - Festival internazionale del cinema di Karlovy Vary
  - Independent Camera
- 2015 - Palm Springs International Film Festival
  - Directors to Watch (Sean Baker)
- 2015 - Festival internazionale del cinema di Mar del Plata
  - Candidatura per il miglior film
- 2015 - Sydney Film Festival
  - Candidatura per il miglior film
- 2015 - Festival internazionale del cinema di Rio de Janeiro
  - Prêmio Félix
- 2015 - London Film Festival
  - Candidatura per il miglior film
- 2015 - Traverse City Film Festival
  - Stanley Kubrick Award
- 2016 - Independent Spirit Awards
  - Miglior attrice non protagonista (Mya Taylor)
  - Candidatura per il miglior film
  - Candidatura per il miglior regista (Sean Baker)
  - Candidatura per la miglior attrice protagonista (Kitana Kiki Rodriguez)